# 寺田光輝
寺田 光輝（てらだ こうき、1992年1月5日 - ）は、三重県伊勢市出身の元プロ野球選手（投手）。右投右打。

## 経歴

### プロ入り前
内科・胃腸内科の医師として、伊勢市内で病院を開業している実父の長男として出生。伊勢市立厚生小学校（厚生イーグルス）3年時に軟式野球を始め、伊勢市立厚生中学校進学後は軟式野球部へ所属した。
三重県立伊勢高等学校への進学後は硬式野球部へ入部。甲子園球場での全国大会と無縁であったが、3年時の春季三重県大会では、チームを準決勝にまで導いた。
高校卒業後は三重大学教育学部に進学したが、「レベルの高さに圧倒された」とのことで、入学から2か月後に休学。祖父や叔父なども医師であったことを背景に、一時は医学部への転部を検討していた。しかし、「野球を続けたい」との一心で、三重大学の中退・2年間の浪人生活を経て筑波大学体育専門学群に入学した。筑波大学での同期生にはラグビー選手の福岡堅樹がいたが、在学中にはお互いに面識がなかったという。筑波大学では硬式野球部へ所属し、4年時に救援投手として首都大学野球のリーグ戦に登板。しかし、特筆するほどの活躍には至らず、卒業後には地元の百五銀行へ就職することが内定していたが、奈良隆章（当時の硬式野球部助監督）から「ここで（野球生活を）終わるのはもったいないじゃないか。野球を続ける道を探したらどうか?」と勧められたことをきっかけに、独立リーグからNPBを目指すことを決意。結局、内定を辞退し、ベースボール・チャレンジ・リーグ（BCリーグ）の石川ミリオンスターズに入団した。背番号は14。

### BCリーグ・石川時代
入団1年目の2016年からクローザーに起用され、前期リーグ戦（全36試合）だけで20試合に登板し、1勝11セーブ、自責点0という好成績を残した。後期を含めたシーズン全体でも、40試合の登板で3勝1敗19セーブ、防御率1.11と好調だったが、秋のNPBドラフト会議ではどの球団からも指名されなかった。
2年目の2017年には、リーグ戦35試合に登板。通算成績は0勝3敗10セーブ、防御率2.41と前年を下回っていたものの、NPBドラフト会議で横浜DeNAベイスターズから6巡目で指名を受け、契約金2500万円、年俸600万円で入団に合意した（金額は推定）。背番号は54。ドラフト指名前にDeNAから調査書は届いていなかった中での指名で、他のドラフト候補のチームメイトで、寺田より好成績だった寺岡寛治がいたこともあり、DeNAからのドラフト指名を受けた直後は驚き、寺岡との間違いではないかと思って不安そうな表情を浮かべていた。数日後にGM補佐の進藤達哉が挨拶に来て、「うちは右の変則サイドスローを探していた」と言われたことでようやく実感したという。

### 横浜DeNA時代
2018年には、6月26日に横浜スタジアムにおけるシーズン唯一の二軍主催公式戦（イースタン・リーグの対東北楽天ゴールデンイーグルス戦）9回表に登板したが、腰痛を発症。後の診断で椎間板ヘルニアが判明し、シーズン中の8月15日に患部の手術を受けた。シーズンを通じて二軍生活に終始し、イースタン・リーグ公式戦では13試合の登板で0勝1敗、防御率6.00を記録したが、手術後も腰の痛みに悩まされた。
2019年には、投球フォームをサイドスローからアンダースローへ変更。イースタン・リーグでは、公式戦唯一の初勝利を挙げたものの、18試合の登板で防御率が9.86にとどまった。結局、一軍公式戦への登板機会がないまま、10月1日に球団から戦力外通告を受けた。「（医師一家の）長男でありながら家族から『医師になれ』と言われないまま野球を続けられたので、そろそろけじめを付けたい」との思いから、11月12日に12球団合同トライアウト（大阪シティ信金スタジアム）へ参加した後に、現役からの引退を決めた。12月2日付で、NPBから自由契約選手として公示。

### 現役引退後
現役時代に故障が相次いだことに加えて、「地元の野球少年に何らかの貢献がしたい」との思いが芽生えたことから、医師を目指すことを決意。新型コロナウイルスへの感染拡大と向き合う実父やマーク・ハミルトン（セントルイス・カージナルス時代の2011年にワールドシリーズ制覇を経験した元メジャーリーガー）のような医師になることを目標に、2020年2月から「河合塾マナビス」（河合塾が運営する映像配信型予備校）へ勤務しながら、医学部の入学試験合格に向けて勉学に励んだ。
2021年6月末に東海大学の医学部編入試験へ合格。10月に東海大学に編入学した。5年半在籍し、所定の課程を修了後に医師国家試験へ臨む予定。志望の診療科はスポーツ整形外科や内科で、医師国家試験に合格した場合には、NPBの選手経験者から初めての医師が誕生することになる。
2022年10月より横浜DeNAベイスターズ　ベースボールスクールのコーチとして従事。

## 選手としての特徴
高い制球力を誇る右のサイドスロー。直球の最速は146km/h。変化球は右打者に対するカットボール、左打者には外角に落ちるツーシームが持ち味。

## 詳細情報

### 年度別投手成績
- 一軍公式戦出場なし

### 背番号
- 14（2016年 - 2017年）
- 54（2018年 - 2019年）